# آریل زئوی
آریل زئوی (عبری: אריאל "אריק" זאבי‎؛ زادهٔ ۱۶ ژانویهٔ ۱۹۷۷) جودوکار اهل اسرائیل بود.